# Пейо Бербенлиев
Пейо Николов Бербенлиев е български архитект и професор по история на архитектурата.

## Биография[1]
Проф. арх. Пейо Бербенлиев е роден на 23 август 1923 г. в село Богданово, Бургаска област. През 1950 г. завършва архитектура в Държавната политехника при проф. арх. Станчо Белковски. От 1963 г. преподава във ВИСИ (сега УАСГ) като доцент по история на архитектурата, а през 1978 г. получава научната степен професор.
От 1967 до 1984 г. е ръководител на катедра „История и теория на архитектурата“. Като ръководител на катедрата, проф. арх. Бербенлиев поставя основите на ново направление в архитектурното образование – Опазване на архитектурното наследство.
През периода 1963 – 1973 г. е директор на Института за паметници на културата, а от 1973 г. е заместник-председател на Комитета за изкуство и култура. През този период в страната се развива масова и високо организирана практика основана на челните теории по проучване, документиране, опазване, консервиране, реставриране, анастилоза и адаптиране на старинни недвижими ценности. ИПК бива всепризнат като НИПК = Национален. Става средище на корифеи на мисълта, но и практиката, на международно призната равнопоставена българска Школа по Паметници на Културата – което се загуби след спирането на държавното финансиране.
Проф. арх. Бербенлиев е първият председател на Българския национален комитет на ИКОМОС и е сред основателите на международната организация във Варшава през 1965 г. Участник е в приемането на Венецианската харта.
За приноса си към българската култура проф. арх. Пейо Бербенлиев е награден с ордените „Кирил и Методий“ I степен през 1970 г. и „9 септември 1944“ II степен през 1974 г.
През 1974 г. проф. арх. Бербенлиев е удостоен със званието „Почетен гражданин на град Несебър“. Почива на 28 май 1999 година в София.
През 2005 г., по инициатива на проф. д.т.н. инж. Веселин Венков, е учредена стипендия „Проф. арх. Пейо Бербенлиев“, която се връчва всяка година на някой от редовните дипломанти в катедра „История и теория на архитектурата“.